# Colonne de Marie (Cluj-Napoca)
La colonne mariale ou colonne de la Peste de Cluj est un monument baroque construit en 1744 dans la ville de Transylvanie de Klausenburg (aujourd'hui Cluj-Napoca en Roumanie) au centre de l'église des Jésuites.
La colonne mariale a été créée par le sculpteur Anton Schuchbauer (1719-1789) en style baroque.
Le régime communiste fit supprimer la colonne en 1959, la paroisse de Sf. Petru l'a remise derrière son église en 1961.
En 2022, la statue a été démontée, puis restaurée, et en novembre 2023, elle a été remise à sa place d'origine.